# Mustafa Köprülü
Fazıl Mustafa Köprülü (ur. 1637, Vezirköprü  – zm. 19 sierpnia 1691, Stari Slankamen) – wielki wezyr imperium osmańskiego.
Brat Ahmeda Köprülü, w 1687 został kajmakamem (zastępcą wielkiego wezyra), od 1689 wielki wezyr. Usiłował podnieść wartość bojową armii tureckiej. W wojnie z Austrią 1683–1699 przeprowadził pomyślną kampanię, w wyniku której zajął Nisz i Belgrad. Dnia 19 sierpnia 1691 poległ w bitwie pod Slankamenem.